# Sif Ruud

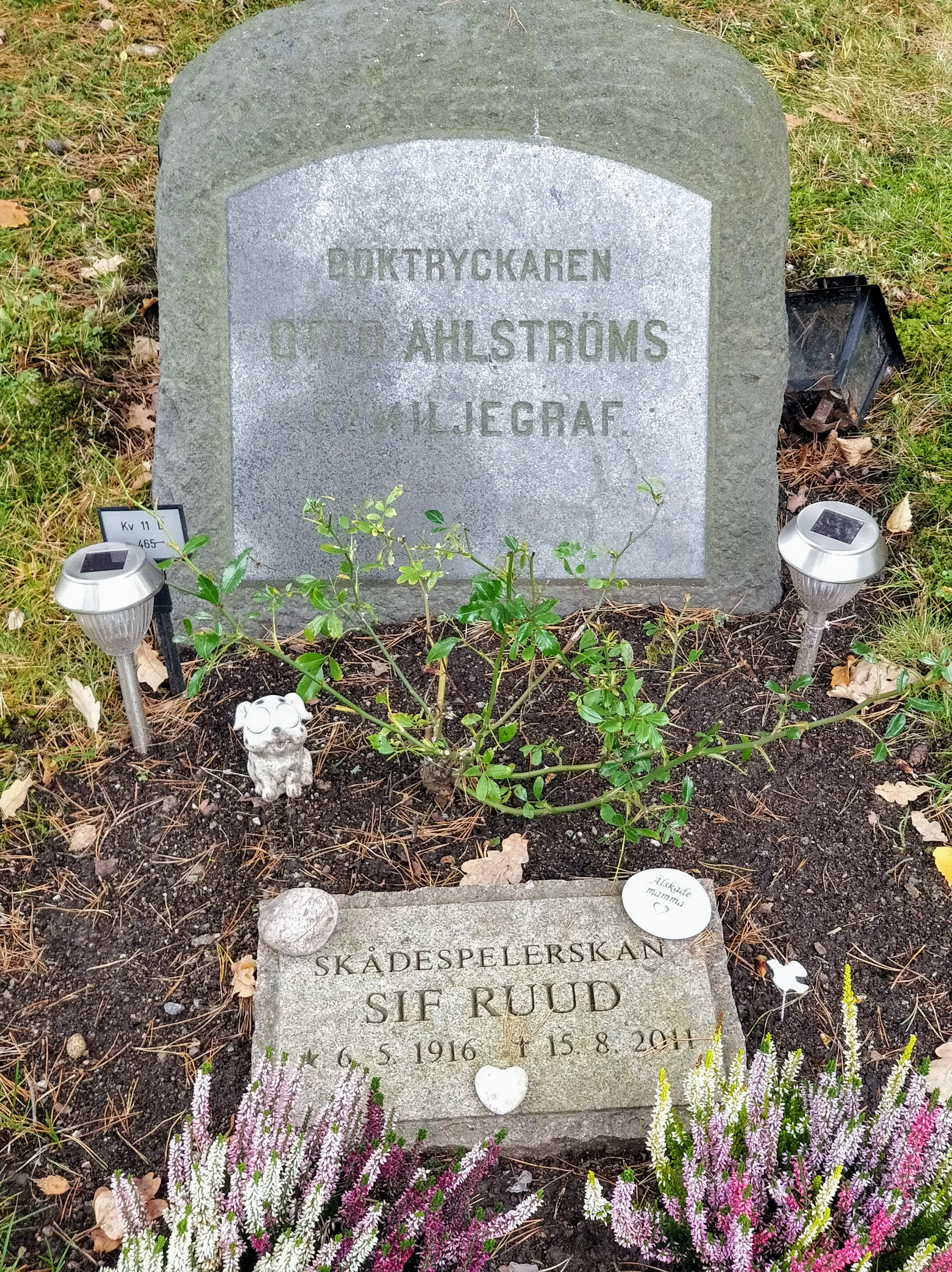
Sif Ruud, gravvård på Norra Begravningsplatsen, Solna.

Sif Einarsdotter Ruud Fallde, född 6 maj 1916 i Kungsholms församling, Stockholm, död 15 augusti 2011 i Högalids församling, Stockholm, var en svensk skådespelare och teaterpedagog, med professors namn från 2000.

## Biografi

### Familj
Sif Ruud var dotter till aktuarie Einar Ruud och Inez Engström. Fadern avled 1915, innan hon föddes. Tillsammans med en äldre syster växte hon upp på Kungsholmen i Stockholm. När hon var sex år gifte modern om sig. Familjen flyttade till Skogstorp utanför Eskilstuna. Styvfadern var ingenjör men när han genom olika förlustaffärer gjort av med hustruns pengar fick familjen leva under knappa omständigheter. Efter fyra år flyttade Sif Ruud och hennes mor tillbaka till Stockholm.[källa behövs]
Sif Ruud gifte sig med manusförfattaren Sune Bergström och fick sitt första barn 1944. De skilde sig och hon gifte 1954 om sig med Per-Olof Fallde (1924–2007) och fick en dotter samma år.

### Karriär
Vid 17 års ålder bestämde sig Sif Ruud för att bli skådespelare och blev elev hos scenpedagogen Karin Alexandersson samtidigt som hon försörjde sig med kontorsarbete. Hösten 1934 blev hon antagen till Dramatens elevskola. Bland klasskamraterna fanns Gunn Wållgren och bland lärarna Hilda Borgström.
Efter examen 1937 blev Sif Ruud anställd vid Helsingborgs stadsteater av teaterchefen Rudolf Wendbladh. När teatern hade sommarstängt arbetade hon på Fredriksdalsteatern i Helsingborg eller Hippodromen i Malmö. På våren 1940 lämnade hon Helsingborg och flyttade tillbaka till Stockholm, där hon blev anställd av Per-Axel Branner, konstnärlig ledare på Nya Teatern vid Regeringsgatan. Ruud blev kvar på Nya Teatern hela 1940-talet där hon medverkade i pjäser av Maxwell Anderson, August Strindberg och Anton Tjechov. Förutom arbetet på Nya Teatern var Ruud även fältartist, deltog i Dramatikerstudion och medverkade i friluftsteatern i Tantolunden.

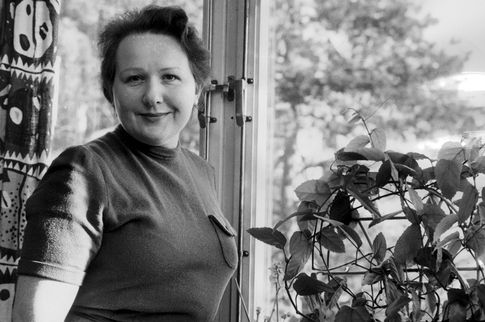
Sif Ruud, 1957.

I slutet av 1940-talet medverkade hon under fyra somrar i Kar de Mumma-revyn på Blancheteatern och turnerade under höstarna med Riksteatern. 1953 blev hon anställd vid Dramaten och Herbert Grevenius, chef för Radioteatern 1950–1957, gav henne också stora roller i olika radiopjäser.
Redan under tiden i Helsingborg hade Sif Ruud börjat ge teaterlektioner och 1951 anställdes hon på Dramaten som lärare i talteknik. Hon debuterade 1953 på Dramaten i Alf Sjöbergs uppsättning av Romeo och Julia, där hon spelade amman. Förutom sitt arbete på Dramaten medverkade hon under 1950-talet i en stor mängd av svenska filmer; i 11 av de filmer som hade svensk premiär 1956 finns hon med i någon liten roll.
På Dramaten fick hon arbeta med regissörer som Olof Molander (Djuna Barnes' Växelsången), Alf Sjöberg (Tolstojs Mörkrets makt), Per-Axel Branner (Tjechovs Onkel Vanja) och Bengt Ekerot (Forssells Kröningen). I Mimi Pollaks uppsättning av Oscar Wildes Mister Ernest spelade hon den högfärdiga Lady Bracknell.
När TV-teatern hade premiär i svensk TV medverkade Sif Ruud där regelbundet. 1961 medverkade hon i Bengt Lagerkvists TV-film Gäst hos verkligheten och när Lagerkvist 1965 började spela in Strindbergs Hemsöborna fick hon rollen som Madam Flod. För rollen fick hon beröm. 1968 medverkade hon i Alf Sjöbergs uppsättning av Strindbergs Fadren där hon spelade amman. När pjäsen sedan gjordes som biograffilm medverkade hon även i den versionen. Hösten 1969 medverkade hon i Neil Simons Plaza Svit mot Gunnar Björnstrand, en pjäs som spelades på Vasateatern i ett års tid. Hon var kvar på Vasan även följande år och spelade mot Maj-Britt Nilsson i 40 karat.
I början av 1980-talet återvände hon till TV-teatern där Bo Widerberg var regissör. Därefter medverkade hon i TV-filmen Oldsmobile som spelades in vid Mexikanska golfen. På Maximteatern spelade hon och Birgitta Andersson de två systrarna Brewster i Arsenik och gamla spetsar, en pjäs som spelades i fyra säsonger hösten 1983 – våren 1985. Sif Ruud spelade Karna, mamma till tre döttrar i Dramatens uppsättning 1985 av Agneta Pleijels Sommarkvällar på jorden. Regissören Gunnel Lindblom spelade också in pjäsen som biograffilm, och även i den versionen medverkade Ruud. Hennes sista roll på Dramaten var tillsammans med Sven Lindberg som Det gamla paret i pjäsen Påklädaren (redovisning) 2001.
Sif Ruud avled 2011. Hon är begravd på Norra begravningsplatsen utanför Stockholm.

## Filmografi i urval
- 1938 – Kloka gubben
- 1941 – Första divisionen (film)
- 1942 – General von Döbeln
- 1942 – Man glömmer ingenting
- 1944 – På farliga vägar
- 1944 – Släkten är bäst
- 1945 – Brott och straff
- 1945 – 13 stolar
- 1946 – Kristin kommenderar
- 1946 – Försök inte med mej ..!
- 1946 – Johansson och Vestman
- 1946 – Det regnar på vår kärlek
- 1946 – Sommar och syndare
- 1947 – Dynamit
- 1947 – Konsten att älska
- 1947 – Försummad av sin fru
- 1947 – Kvinna utan ansikte
- 1947 – Den långa vägen
- 1948 – Flickan från fjällbyn
- 1948 – På dessa skuldror
- 1948 – Hamnstad
- 1948 – Lars Hård
- 1948 – Textilarna
- 1949 – Pappa Bom
- 1949 – Gatan
- 1949 – Skolka skolan
- 1949 – Smeder på luffen
- 1949 – Törst
- 1949 – Farlig vår
- 1949 – Kärleken segrar
- 1949 – Bara en mor
- 1950 – Två trappor över gården
- 1950 – Hjärter Knekt
- 1950 – Till glädje
- 1950 – Askungen (röst)
- 1951 – Dårskapens hus
- 1951 – Elddonet
- 1951 – Frånskild
- 1952 – Säg det med blommor
- 1952 – Möte med livet
- 1953 – I dimma dold
- 1953 – Malin går hem
- 1954 – Herr Arnes penningar
- 1954 – Hjälpsamma herrn
- 1954 – Farlig frihet
- 1954 – Taxi 13
- 1954 – Storm över Tjurö
- 1955 – Paradiset
- 1956 – Pettersson i Annorlunda
- 1956 – Swing it, fröken
- 1956 – Ratataa
- 1956 – Flamman
- 1956 – Sceningång
- 1956 – Flickan i frack
- 1956 – Främlingen från skyn
- 1956 – Moln över Hellesta
- 1956 – Tarps Elin
- 1956 – Egen ingång
- 1956 – Det är aldrig för sent
- 1957 – Som man bäddar...
- 1957 – Lille Fridolf blir morfar
- 1957 – Smultronstället
- 1957 – Sommarnöje sökes
- 1958 – Du är mitt äventyr
- 1958 – Ansiktet
- 1958 – Fröken April
- 1958 – Damen i svart
- 1958 – Laila
- 1959 – Törnrosa (röst)
- 1959 – Himmel och pannkaka
- 1959 – Får jag låna din fru?
- 1959 – Det svänger på slottet
- 1959 – Fröken Chic
- 1959 – Mälarpirater
- 1959 – Fly mej en greve
- 1959 – Den kära leken
- 1960 – Tärningen är kastad
- 1960 – Sommar och syndare
- 1960 – När mörkret faller
- 1960 – Goda vänner trogna grannar
- 1960 – Förälskad i Köpenhamn
- 1961 – Hällebäcks gård
- 1961 – Ljuvlig är sommarnatten
- 1961 – Pärlemor
- 1961 – Pongo och de 101 dalmatinerna (röst)
- 1962 – Vita frun
- 1962 – Biljett till paradiset
- 1963 – Min kära är en ros
- 1963 – Kurragömma
- 1963 – Lyckodrömmen
- 1964 – Svenska bilder
- 1964 – Åsa-Nisse i popform
- 1965 – För vänskaps skull
- 1966 – Hemsöborna (TV-serie)
- 1969 – Fadern
- 1969 – Ni ljuger
- 1970 – Reservatet
- 1973 – Jul i Mumindalen (Julkalendern i Sveriges Television) (röst som Too-ticki)
- 1974 – Dunderklumpen! (röst)
- 1974 – En handfull kärlek
- 1974 – Rågvakt
- 1975 – Maria
- 1976 – Ansikte mot ansikte
- 1977 – Men så en dag om morgonen
- 1977 – Paradistorg
- 1977 – Albert och Herbert (TV-pjäs)
- 1978 – En vandring i solen
- 1979 – Du är inte klok Madicken
- 1979 – Min älskade
- 1980 – Madicken på Junibacken
- 1980 – Swedenhielms (TV-pjäs)
- 1980 – Barnens ö
- 1980 – Trollsommar
- 1981 – Stjärnhuset (Julkalendern i Sveriges Television)
- 1981 – Missförståndet
- 1981 – Liten Karin (TV-pjäs)
- 1982 – Time Out (TV-serie)
- 1982 – Oldsmobile
- 1985 – Lösa förbindelser
- 1987 – Sommarkvällar på jorden
- 1988 – Enkel resa
- 1990 – Hemligheten
- 1991 – Osynlig närvaro (TV-serie)
- 1992 – Den goda viljan
- 1995 – Alfred
- 1995 – Pensionat Oskar
- 1995 – Stora och små män
- 1996 – Alla dagar, alla nätter
- 1996 – Att stjäla en tjuv
- 1996 – Juloratoriet
- 1996 – När Finbar försvann

## Teater

### Roller (ej komplett)
| År   | Roll                                | Produktion                                                                         | Regi              | Teater                      |
| ---- | ----------------------------------- | ---------------------------------------------------------------------------------- | ----------------- | --------------------------- |
| 1936 | En tjänsteflicka                    | Förstår vi varandra? Petar Preradović                                              | Albert Nycop      | Helsingborgs stadsteater    |
| 1936 | Claire Floderer                     | Konserten (Das Konzert) Hermann Bahr                                               | Rudolf Wendbladh  | Helsingborgs stadsteater    |
| 1936 | Fridas mor                          | Fridas visor eller Oscars fyra bekymmer eller En vecka i Lilla Paris Gösta Sjöberg | Albert Nycop      | Helsingborgs stadsteater    |
| 1937 | Liane Schmidt                       | Världens lyckligaste människa Miklós László                                        | Yngve Nordwall    | Helsingborgs stadsteater    |
| 1937 | Sjuksystern                         | Lavinen (Bílá nemoc) Karel Čapek                                                   | Rudolf Wendbladh  | Helsingborgs stadsteater    |
| 1938 | Porter                              | Hjärtligt välkomna! (George and Margaret) Gerald Savory                            | Rudolf Wendbladh  | Helsingborgs stadsteater    |
| 1938 | Fernande                            | Tovarisj (Tovaritch) Jacques Deval                                                 | Yngve Nordwall    | Helsingborgs stadsteater    |
| 1938 | Francine Gassin                     | Lyckliga tid! (Les Jours heureux) Claude-André Puget                               | Rudolf Wendbladh  | Helsingborgs stadsteater    |
| 1938 | Maria                               | Trions bröllop Sigfrid Siwertz                                                     | Yngve Nordwall    | Helsingborgs stadsteater    |
| 1938 | Laura                               | Min fru från Paris (La Soubrette) Jacques Deval                                    | Albert Nycop      | Helsingborgs stadsteater    |
| 1939 | Marie                               | Med strömmen (Lidé na kře) Vilém Werner                                            | Rudolf Wendbladh  | Helsingborgs stadsteater    |
| 1939 | Maria                               | I nöd och lust (When We Are Married) J.B. Priestley                                | Rudolf Wendbladh  | Helsingborgs stadsteater    |
| 1939 | Celia                               | Kärleken gör under (La dama boba) Lope de Vega                                     | Rudolf Wendbladh  | Helsingborgs stadsteater    |
| 1939 | Penelope Sycamore                   | Koppla av! (You Can ’ t Take it with You) Moss Hart och George S. Kaufman          | Rudolf Wendbladh  | Helsingborgs stadsteater    |
| 1940 | Mrs Armitage                        | Min hustru — Dr. Carson (Robert ’ s Wife) St. John Ervine                          | Rudolf Wendbladh  | Helsingborgs stadsteater    |
| 1940 | Flicka 1                            | Grå gryning (Winterset) Maxwell Anderson                                           | Per-Axel Branner  | Nya Teatern                 |
| 1940 | Louise                              | Jag älskar dig - markatta (Private Lives) Noël Coward                              | Gösta Cederlund   | Nya Teatern                 |
| 1941 | Mamsell Pluche                      | Lek ej med kärleken (On ne badine pas avec l'amour) Alfred de Musset               | Per-Axel Branner  | Nya Teatern                 |
| 1941 | Abel                                | Kamraterna August Strindberg                                                       | Per-Axel Branner  | Nya Teatern                 |
| 1941 | Tjänsteanden                        | Söders tyrolare Gideon Wahlberg                                                    | Gideon Wahlberg   | Tantolundens friluftsteater |
| 1942 | Flora                               | Sagan Hjalmar Bergman                                                              | Per Lindberg      | Konserthusteatern           |
| 1942 | Hedvig                              | Stycken av ett mönster (Brudstykker af et mønster) Carl Erik Soya                  | Per-Axel Branner  | Nya Teatern                 |
| 1942 | Jane Chandler                       | Natten till den 17 januari (Night of January 16th) Ayn Rand                        | Per-Axel Branner  | Nya Teatern                 |
| 1942 | Zuleima                             | Munken går på ängen (Munken gaar i enge) Carl Gandrup                              | John Zacharias    | Nya Teatern                 |
| 1943 | Svägerskan                          | U39 Rudolf Värnlund                                                                | Ingmar Bergman    | Dramatikerstudion           |
| 1943 | Ane                                 | Geografi och kärlek (Geografi og Kærlighed) Bjørnstjerne Bjørnson                  | Ingmar Bergman    | Folkparksturné              |
| 1943 | Bondkvinnan                         | Niels Ebbesen Kaj Munk                                                             | Ingmar Bergman    | Dramatikerstudion           |
| 1943 | Birgit Lundgren                     | Tivolit Ingmar Bergman                                                             | Ingmar Bergman    | Stockholms studentteater    |
| 1943 | Maudie                              | Raid i natt (Flare Path) Terrence Rattigan                                         | Per-Axel Branner  | Nya teatern                 |
| 1943 | Masja                               | Måsen (Чайка, Tjajka) Anton Tjechov                                                | Per-Axel Branner  | Nya Teatern                 |
| 1944 |                                     | Livet är ju härligt (The Time Of Your Life) William Saroyan                        | Per Knutzon       | Oscarsteatern               |
| 1944 | Yvonne                              | Hotellrummet (Chambre dʼhôtel) Pierre Rocher                                       | Ingmar Bergman    | Boulevardteatern            |
| 1944 | Tant Mina                           | Herr Sleeman kommer Hjalmar Bergman                                                | Ingmar Bergman    | Dramatikerstudion           |
| 1944 | Madame Arcati                       | Min fru går igen (Blithe Spirit) Noël Coward                                       | Per-Axel Branner  | Nya Teatern                 |
| 1945 | Prudence                            | Kameliadamen (La Dame aux camélias) Alexandre Dumas d.y.                           | Per-Axel Branner  | Nya Teatern                 |
| 1945 | Syster Bessie Rice                  | Tobaksvägen (Tobacco Road) Jack Kirkland                                           | Per-Axel Branner  | Nya Teatern                 |
| 1946 | Bella Charles                       | Svart kamrat (Deep Are the Roots) Arnaud d'Usseau och James Gow                    | Per-Axel Branner  | Nya Teatern                 |
| 1946 | Modern                              | Jag vill kärleken (Eurydice) Jean Anouilh                                          | Per-Axel Branner  | Nya Teatern                 |
| 1947 | Moder Marguerite                    | Cyrano de Bergerac Edmond Rostand                                                  | Sandro Malmquist  | Oscarsteatern               |
| 1948 | Modern                              | Henne vi glömmer: Rött i grått (Blodrødt og blegrødt) Carl Erik Soya               | Tord Stål         | Nya Teatern                 |
| 1948 | Modern                              | Romeo och Jeannette (Roméo et Jeannette) Jean Anouilh                              | Per-Axel Branner  | Nya Teatern                 |
| 1948 | Miss Eriksen                        | Fröjd för stunden (Present Laughter) Noël Coward                                   | Per-Axel Branner  | Nya Teatern                 |
| 1950 | Medverkande                         | Skyll er själva, revy Kar de Mumma                                                 | Leif Amble-Næss   | Blancheteatern              |
| 1951 | Grevinnan Louise de Clérambard      | Clérambard Marcel Aymé                                                             | Per-Axel Branner  | Nya teatern                 |
| 1953 |                                     | Min fru går igen (Blithe Spirit) Noël Coward                                       | Per-Axel Branner  | Lisebergsteatern            |
| 1958 | Beatrice, Eddies hustru             | Utsikt från en bro (A View from the Bridge) Arthur Miller                          | Alf Sjöberg       | Dramaten                    |
| 1961 | Den gudlösa gumman                  | Yerma Federico García Lorca                                                        | Bengt Ekerot      | Dramaten                    |
| 1963 | Fru Peachum                         | Tiggarens opera (The Beggar's Opera) John Gay                                      | Per-Axel Branner  | Dramaten                    |
| 1965 | Bondkvinna I                        | Mutter Courage (Mutter Courage und ihre Kinder) Bertolt Brecht                     | Alf Sjöberg       | Dramaten                    |
| 1967 | Edna                                | Balansgång (A Delicate Balance) Edward Albee                                       | Bo Widerberg      | Dramaten                    |
| 1969 | Karen Nash Muriel Tate Norma Hubley | Plaza Svit (Plaza Suite) Neil Simon                                                | Per Gerhard       | Vasateatern                 |
| 1970 | Monette                             | 40 karat (Quarant carats) Pierre Barillet och Jean-Pierre Grédy                    | Per Gerhard       | Vasateatern                 |
| 1971 | Medverkande                         | Vad är det för fel på 1933 års modell?, revy Carl Zetterström                      | Lars Amble        | Scalateatern                |
| 1979 |                                     | En man för mycket (Move over, Mrs Markham) Ray Cooney och John Chapman             | Klaus Pagh        | Folkan                      |
| 1979 | Gerd Litzow                         | Mannen på trottoaren Per Olov Enquist och Anders Ehnmark                           | Staffan Roos      | Dramaten                    |
| 1983 | Fröken Brewster                     | Arsenik och gamla spetsar (Arsenic and Old Lace) Joseph Kesselring                 | Lars Amble        | Maximteatern                |
| 1987 | Aktör                               | Drottningens juvelsmycke Carl Jonas Love Almqvist                                  | Peter Oskarson    | Dramaten                    |
| 1988 | Madame Fifi                         | Tolvskillingsoperan (Die Dreigroschenoper) Bertolt Brecht och Kurt Weill           | Peter Langdal     | Dramaten                    |
| 1996 | Ellen Hökentärna                    | Fint folk Kent Andersson                                                           | Thommy Berggren   | Dramaten                    |
| 1996 | Moder Svea                          | Spelet om lyckan och framtiden Lars Löfgren och Caj Lundgren                       | Agneta Ehrensvärd | Dramaten                    |
| 1996 | Medverkande                         | Spöken Staffan Roos                                                                | Staffan Roos      | Dramaten                    |
| 1997 | Fru Sörensson                       | Människor i solen Jonas Gardell                                                    | Agneta Ehrensvärd | Dramaten                    |
| 1997 | Mammy                               | Krymplingen på Inishmaan (The Cripple of Inishmaan) Martin McDonagh                | Peter Dalle       | Dramaten                    |
| 1998 | Berättare                           | Verandan 1: Sagan om Orion Maj Samzelius                                           | Katarina Sjöberg  | Dramaten                    |
| 1999 | Duennan och Moder Marguerit         | Cyrano de Bergerac Edmond Rostand                                                  | Ronny Danielsson  | Dramaten                    |
| 1999 | Tante Rüttenschöld                  | Markurells i Wadköping Hjalmar Bergman                                             | Peter Dalle       | Dramaten                    |
| 1999 | Den lilla, lilla gumman             | Verandan 6: Sagan om den lilla, lilla gumman Elsa Beskow                           | Katarina Sjöberg  | Dramaten                    |
| 1999 | Medverkande                         | I sista minuten (Dramatisk underhållning inför år 2000) Flera författare           | Agneta Ehrensvärd | Dramaten                    |
| 2001 | Det gamla paret                     | Påklädaren (redovisning) (The Dresser) Ronald Harwood                              | Thorsten Flinck   | Dramaten                    |

## Radioteater

### Roller
| År   | Roll            | Produktion                       | Regi               |
| ---- | --------------- | -------------------------------- | ------------------ |
| 1952 | Hilma           | Änkeman Jarl Vilhelm Moberg      | Lars Madsén        |
| 1958 | Lisa Mårtensson | Flyg fula fluga... Folke Mellvig | Carl-Otto Sandgren |
| 1959 | Zoja            | Vägglusen Vladimir Majakovskij   | Staffan Aspelin    |

## Priser och utmärkelser
- 1958 – Svenska Teaterförbundets guldmedalj[65]
- 1962 – Gösta Ekman-stipendiet
- 1964 – O'Neill-stipendiet[66]
- 1979 – Guldbaggen för bästa kvinnliga huvudroll (i En vandring i solen)
- 1986 – Litteris et Artibus
- 1995 – Guldbaggen för bästa kvinnliga biroll (i Pensionat Oskar och Stora och små män)
- 1996 – Svenska Akademiens teaterpris
- 1998 – Svenska teaterkritikers förenings hederspris
- 2000 – Professors namn för "sina karaktärsroller fyllda av medkänsla och kraft"[67]

## Bilder

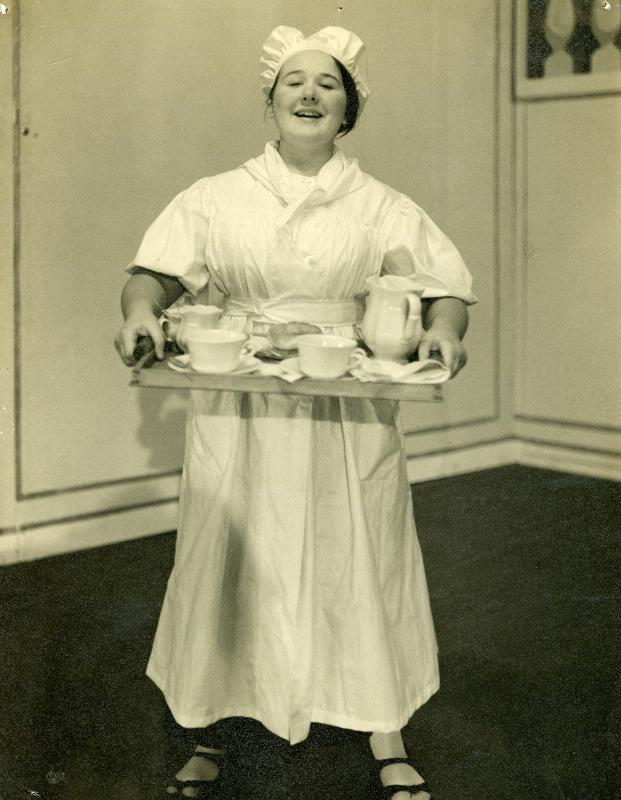
Timmen H på Helsingborgs stadsteater 1937
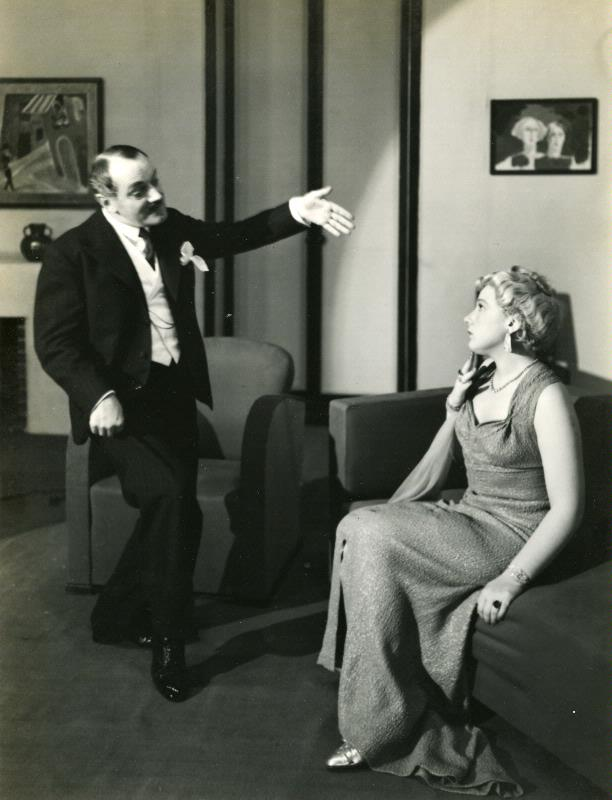
Tillsammans med Otto Landahl i Tovarisj på Helsingborgs stadsteater 1938
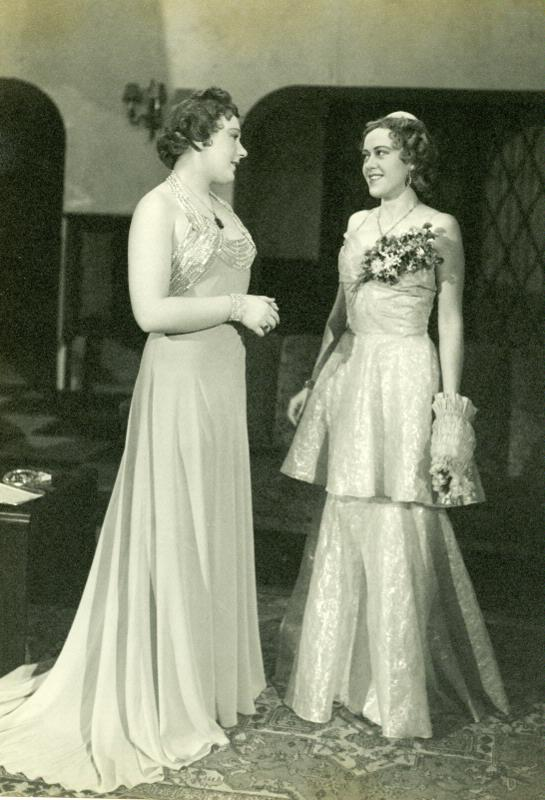
Tillsammans med Ingegerd Resén i Min fru från Paris på Helsingborgs stadsteater 1938